# Vincent Anstett
Pour les articles homonymes, voir Anstett.
Vincent Anstett, né le 26 juillet 1982 à Strasbourg, est un escrimeur français, pratiquant le sabre. Il est désormais entraîneur.

## Biographie

### Carrière sportive
Licencié au Souffelweyersheim Escrime Club, il devient champion du monde par équipe à Turin lors des Championnats du monde d'escrime 2006. Il participe comme remplaçant aux Jeux olympiques de Pékin 2008, aux côtés des titulaires Boris Sanson, Julien Pillet et Nicolas Lopez. La France remporte la compétition après avoir battu les États-Unis 45 à 37. N'ayant pris part à aucun assaut, Vincent Anstett reçoit un diplôme olympique comme ses coéquipiers, mais non une médaille,.
En 2016, il devient Vice-Champion d'Europe individuel à Torun (Pologne) et remporte la Coupe du Monde de Madrid. Seul sabreur français qualifié pour les Jeux Olympiques de Rio, il termine à la 6ème place de l'épreuve individuelle. 
À cette occasion, il atteint son meilleur classement mondial individuel et pointe au 2ème rang mondial. Il a participé à 13 Championnats d'Europe (2003 - 2004 - 2005 - 2006 - 2007 - 2008 - 2009 - 2012 - 2013 - 2014 - 2015 - 2016 - 2017) et à 9 Championnats du Monde (2005 - 2006 - 2007 - 2009 - 2013 - 2014 - 2015 - 2016 - 2017).

### Carrière d'entraîneur
Il est nommé en 2022 manager entraîneur Sabre hommes de l'équipe de France d'escrime. Il est démis de ses fonctions en mai 2023 et devient alors le coach de l'équipe d'Égypte pour les Jeux olympiques de Paris 2024. Il crée en même temps la "Paris Fencing Academy" où s'entraînent à ses côtés certains athlètes de l'équipe de France dont Maxime Pianfetti, qui se retrouveront à jouer contre l’Égypte aux JO 2024, plaçant Vincent Anstett dans une situation délicate de conflit d'intérêts.

### Vie privée
Vincent Anstett est diplômé de l'ESCP Europe. Il a ensuite travaillé à la Fédération Française de Football avant de prendre la direction marketing de l'Euro Escrime 2014 à Strasbourg où, fait rare, il y participe également en tant qu'athlète de l’équipe de France.

## Palmarès
- Jeux Olympiques
  -  Médaille d'or par équipe au sabre lors des Jeux Olympiques de Pékin en 2008
  - Finaliste (6ème) au sabre individuel lors des Jeux Olympiques de Rio en 2016
- Championnats du monde d'escrime
  -  Médaille d'or par équipe au sabre lors des Championnats du monde d'escrime 2006 à Turin
  -  Médaille d'argent par équipe au sabre lors des Championnats du monde d'escrime 2007
  -  Médaille de bronze par équipe au sabre lors des Championnats du monde d'escrime 2005
  -  Médaille de bronze individuelle au sabre aux championnats du monde d'escrime 2017 à Leipzig
- Championnats d'Europe d'escrime
  -  Médaille d'argent par équipe au sabre lors des Championnats d'Europe d'escrime 2008
  -  Médaille d'argent individuelle au sabre lors des Championnats d'Europe d'escrime 2016
  -  Médaille de bronze par équipe au sabre lors des Championnats d'Europe d'escrime 2009
  -  Médaille de bronze par équipe au sabre lors des Championnats d'Europe d'escrime 2010
- Jeux Méditérannéen
  -  Médaille d'argent individuelle au sabre lors des Jeux Méditerranéens de Mersin 2013
- Championnats de France d'escrime
  -  Médaille d'or individuel au sabre lors des Championnats de France d'escrime 2003
  -  Médaille d'or individuel au sabre lors des Championnats de France d'escrime 2007
  -  Médaille d'or individuel au sabre lors des Championnats de France d'escrime 2009
  -  Médaille d'or individuel au sabre lors des Championnats de France d'escrime 2014
  -  Médaille d'or individuel au sabre lors des Championnats de France d'escrime 2015
  -  Médaille d'or individuel au sabre lors des Championnats de France d'escrime 2017
  -  Médaille d'or par équipe au sabre lors des Championnats de France d'escrime 2017
  -  Médaille d'or individuel au sabre lors des Championnats de France d'escrime 2019
  -  Médaille d'or par équipe au sabre lors des Championnats de France d'escrime 2019
  -  Médaille d'argent individuel au sabre lors des Championnats de France d'escrime 2004
  -  Médaille d'argent individuel au sabre lors des Championnats de France d'escrime 2006
  -  Médaille d'argent individuel au sabre lors des Championnats de France d'escrime 2010
  -  Médaille d'argent individuel au sabre lors des Championnats de France d'escrime 2013
  -  Médaille de bronze individuel au sabre lors des Championnats de France d'escrime 2005
  -  Médaille de bronze individuel au sabre lors des Championnats de France d'escrime 2008
  -  Médaille de bronze individuel au sabre lors des Championnats de France d'escrime 2012